# Карлос-Рейлес
Карлос-Рейлес (исп. Carlos Reyles) — населённый пункт сельского типа в центральной части Уругвая, в департаменте Дурасно.

## География
Расположен примерно в 37 км к северу от административного центра департамента, города Дурасно и в 222 км от столицы страны, Монтевидео. Через город проходит национальное шоссе № 5. Абсолютная высота — 98 метров над уровнем моря.

## История
12 августа 1988 года получил статус села (Pueblo) указом № 15.972..

## Население
Население по данным на 2011 год составляет 976 человек
| Год  | Население |
| ---- | --------- |
| 1963 | 921       |
| 1975 | 938       |
| 1985 | 976       |
| 1996 | 1089      |
| 2004 | 1039      |
| 2011 | 976       |

Источник: Instituto Nacional de Estadística de Uruguay